# Manuel Carnicer
Manuel Carnicer (Alcanyís, 1790 - Miranda de Ebro, 6 d'abril del 1835) fou brigadier i Comandant General d'Aragó de l'exèrcit carlí durant la Primera Guerra Carlina, i protagonista de l'alçament a l'Aragó i al Maestrat el 1833 contra la regència de Maria Cristina.
Va ingressar de molt jove en el Reial Cos de Guàrdies Valones. Va participar en la Guerra del Francès del 1808 i el 1822 va arribar al grau de capità. Posteriorment, va participar en les campanyes realistes (1822-1823) servint en el 2n Regiment de Caçadors de la Guàrdia Real.
Per les seves conviccions reialistes va ser apartat de l'exèrcit retirant-se a Alcanyís, on va restar fins a la mort de Ferran VII. Va ser llavors quan va prendre partit en favor del Pretedent Carles Maria Isidre de Borbó. Quan va començar l'aixecament carlí, va reunir set guerrillers i va proclamar Carles V, recorrent amb ells els pobles d'Herbers, la Pobleta de Morella i Ortells, arribant a les portes de Morella amb 22 homes i intimant la fortalesa a la seva rendició. A la mort de Rafael Ram de Viu, baró d'Herbers, Carnicer va assumir la prefectura militar de l'exèrcit carlí al Baix Aragó i el Maestrat.
Després de patir a l'abril una severa derrota prop de la població de Maials i de no poder prendre la vila de Llucena en maig de 1834, les derrotes de La Jana i la de Josep Miralles Marín el Serrador a la batalla de Toga el gener de 1836 van fer creure als liberals que el Maestrat estava controlat, retirant bona part de les tropes, va rebre instruccions d'anar a la Caserna Reial del Pretendent per a rebre grau i ordres, havent deixat el coronel Cabrera el comandament interí de les seves tropes. Però va ser detingut per les forces cristines a Miranda de Ebro i va ser afusellat allí mateix el 6 d'abril del 1835.